# Hans Georg von Plessen

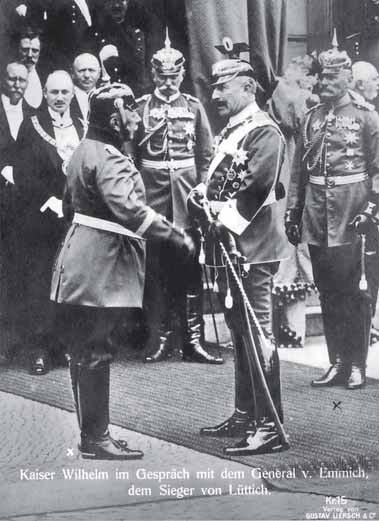
Le général von Plessen (1841-1929) au fond entre le kaiser Guillaume et le général von Emmich (vainqueur de la bataille de Liège)

Hans Georg Hermann von Plessen, né le 26 novembre 1841 à Spandau et mort le 28 janvier 1929 à Potsdam est un général de l'armée prussienne, élevé au rang de Generalfeldmarschall.

## Famille
Hans von Plessen descend d'un famille de la noblesse immémoriale du Holstein et du Mecklembourg, les Plessen et est le fils du général prussien Hermann von Plessen (1803-1877). Il épouse le 24 janvier 1874 Elisabeth von Langenbeck à Berlin (1850-1917), fille du conseiller secret actuel et professeur de chirurgie, Bernhard von Langenbeck (1810-1887). De ce mariage est issu un fils unique, Hans Hermann Bernhard Julius von Plessen, qui embrasse aussi la carrière militaire dans l'armée prussienne et participe à la guerre de 1914-1918 en tant que lieutenant-colonel.

## Biographie
Hans von Plessen entre dans l'armée du royaume de Prusse dans le 2e régiment de grenadiers de la Garde en 1861 et devient sous-lieutenant en 1862, puis lieutenant et enfin capitaine en 1872 dans le haut-état-major. Il est major en 1879, puis aide-de-camp de Guillaume Ier et commandant de la garde du château de Berlin. Il est nommé lieutenant-colonel en 1885, colonel en 1888, et Generalmajor en 1891. L'année suivante, il est général à la suite de l'empereur d'Allemagne et roi de Prusse, et devient commandant du quartier-général de l'empereur. Il est nommé Generaladjutant en 1894, puis Generalleutnant (équivalent au rang de général de division en France). Enfin il est nommé Generaloberst (équivalent au général de corps d'armée) en 1918, avec le rang de Generalfeldmarschall.
Le général von Plessen faisait partie du cercle rapproché de l'empereur Guillaume II. Il était aussi entre autres chef du corps équestre de la police militaire, commandant du 3e bataillon de chasseurs à pied (de) et du 1er régiment à pied de la Garde.
Il a participé entre autres à la bataille de Soor en 1866 (aujourd'hui Hajnice) et à la bataille de Sadowa pendant la guerre austro-prussienne, et pendant la guerre de 1870 aux sièges de Metz, Toul et Paris, à la bataille d'Orléans, à la bataille du Mans (1871) et aux combats devant Dreux, La Madeleine, Bellême, Meung-sur-Loire, Beaugency et Quesques.

## Décorations
- Ordre de l'Aigle noir avec chaîne et brillants
- Ordre de l'Aigle rouge, avec couronne de chêne et épées
- Ordre de la couronne de Prusse
- Ordre de la Maison de Hohenzollern avec épées et chaîne
- Croix de fer IIe classe (1870)
- Croix de fer Ire classe (1914)
- Pour le Mérite (24 mars 1918)
- Ordre de Saint-Hubert du royaume de Bavière
- Ordre de la Couronne de Saxe du royaume de Saxe
- Ordre de la Couronne de Wende du grand-duché de Mecklembourg
- Ordre impérial de Léopold, grand-croix
- Ordre de la couronne de fer Ire classe
- Ordre de François-Joseph, grand-croix
- Ordre de Saint-Étienne de Hongrie, grand-croix avec brillants
- Ordre de Dannebrog Ire classe
- Ordre royal de Victoria, grand-croix
- Ordre de Saint-André
- Ordre des Séraphins

Plessen est titulaire aussi de 88 autres décorations étrangères, dont 51 grand-croix.